# Monacantídeos
Monacantídeos (Monacanthidae) é uma família de peixes da ordem Tetraodontiformes.

## Gêneros
- Gênero Acanthaluteres
- Gênero Acreichthys
- Gênero Aluterus
- Gênero Amanses
- Gênero Anacanthus
- Gênero Brachaluteres
- Gênero Cantherhines
- Gênero Cantheschenia
- Gênero Chaetodermis
- Gênero Colurodontis
- Gênero Enigmacanthus
- Gênero Eubalichthys
- Gênero Lalmohania
- Gênero Meuschenia
- Gênero Monacanthus
- Gênero Nelusetta
- Gênero Oxymonacanthus
- Gênero Paraluteres
- Gênero Paramonacanthus
- Gênero Pervagor
- Gênero Pseudalutarius
- Gênero Pseudomonacanthus
- Gênero Rudarius
- Gênero Scobinichthys
- Gênero Stephanolepis
- Gênero Thamnaconus